# ふれあい広場駅
ふれあい広場駅（ふれあいひろばえき）は、兵庫県川西市奥滝谷にあった能勢電鉄妙見の森リフトの駅である。

## 概要

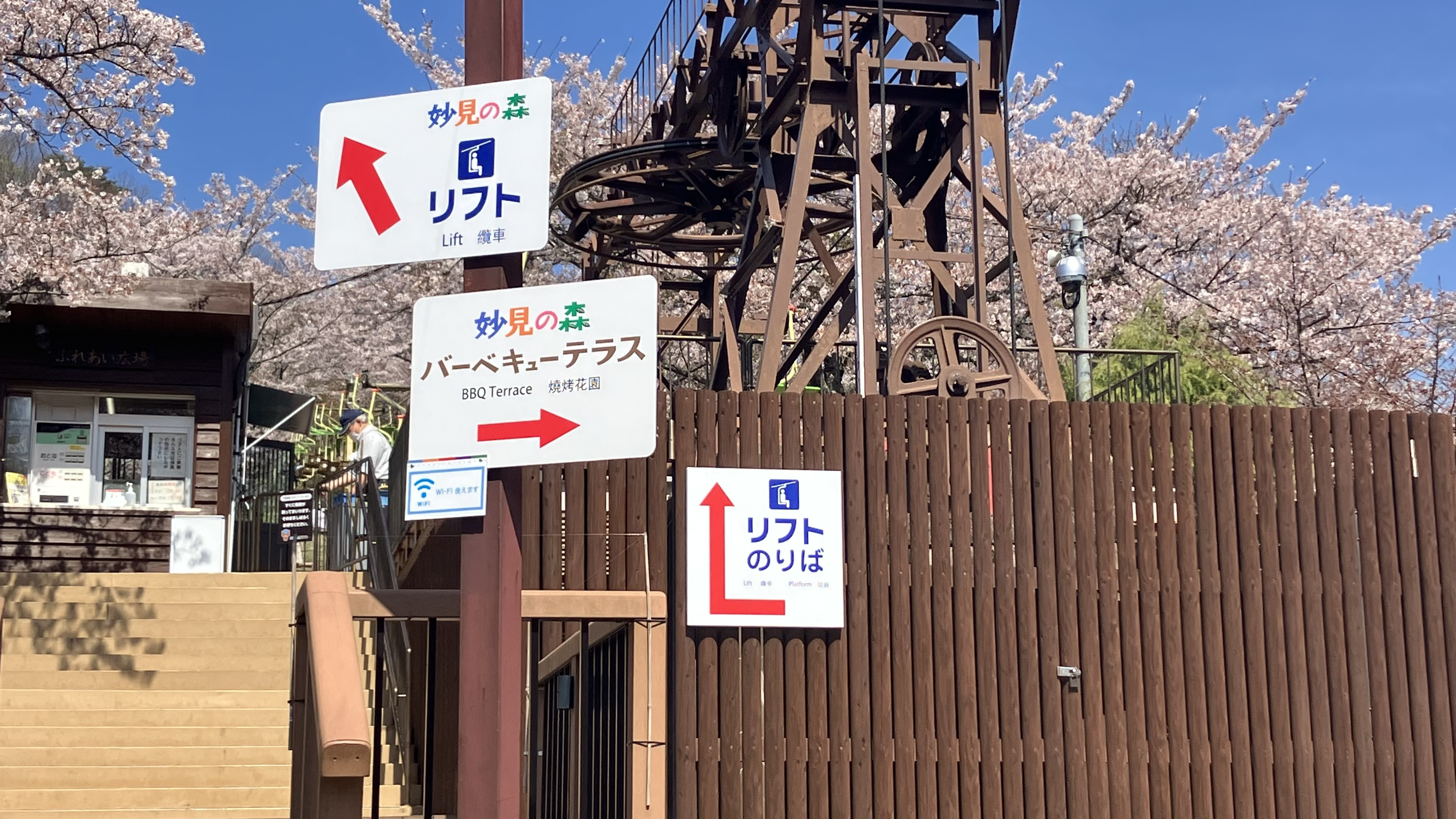
入口 乗り場

妙見の森リフトの起点駅である。妙見の森ケーブルのケーブル山上駅と乗り換えができた。

## 歴史
- 1960年（昭和35年）8月27日：能勢電気軌道（現在の能勢電鉄）が妙見リフト・郷土館前（現・ふれあい広場） - 妙見山間開業。
- 1989年（平成元年）7月1日：郷土館前を展望公園前に改称。
- 1993年（平成5年）10月1日：展望公園前を妙見の水広場前に改称。
- 2013年（平成25年）3月16日：「妙見リフト」から「妙見の森リフト」に改称[1]、妙見の水広場前をふれあい広場に改称[1]。
- 2023年（令和5年）12月4日：廃止[2]。

## 駅構造
2面2線で乗車用降車用が分かれており、リフトは回転部に入って折り返していた。自動改札機はないが、自動券売機が設置されていた。

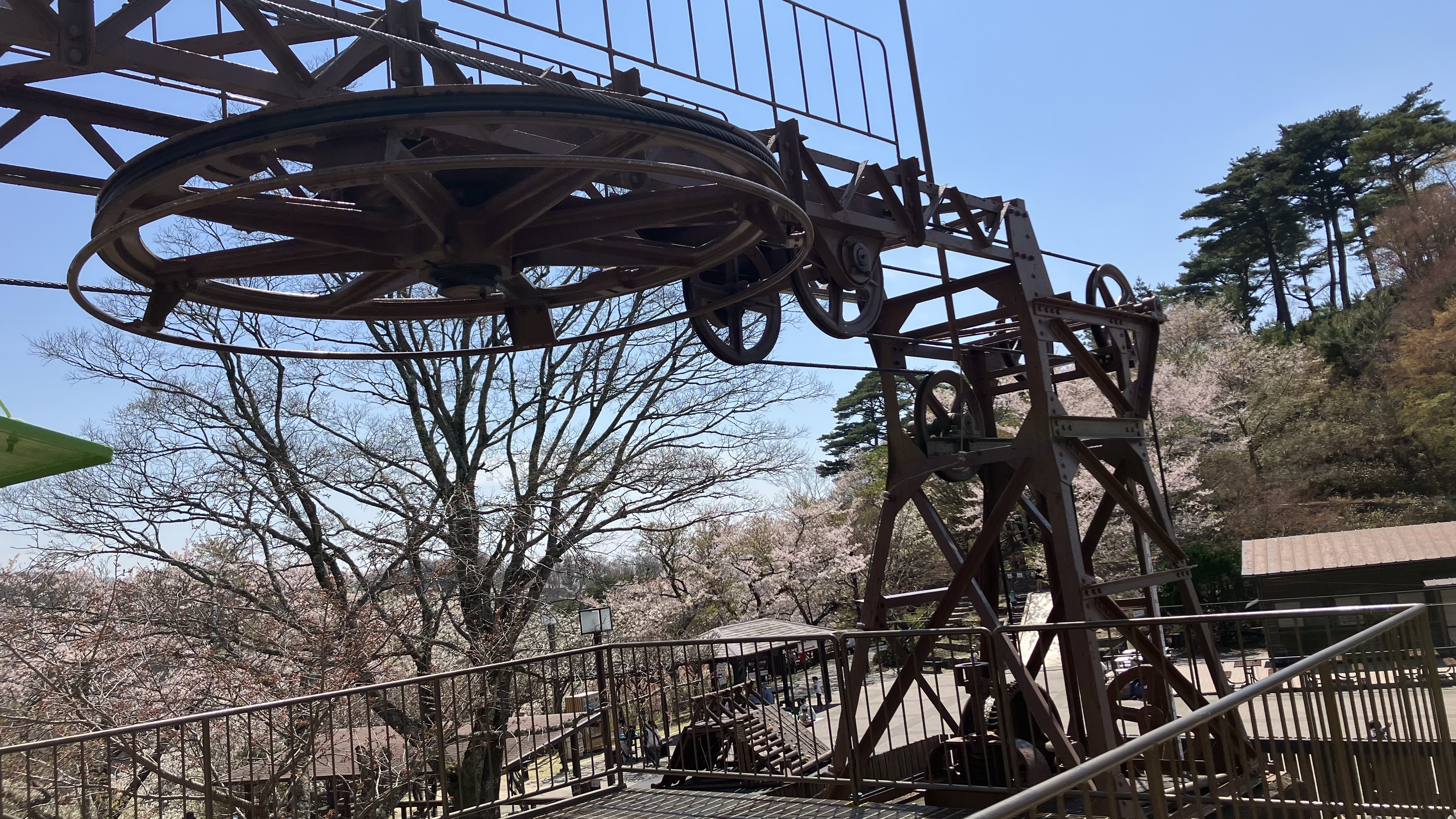
回転部の上（2023年4月）
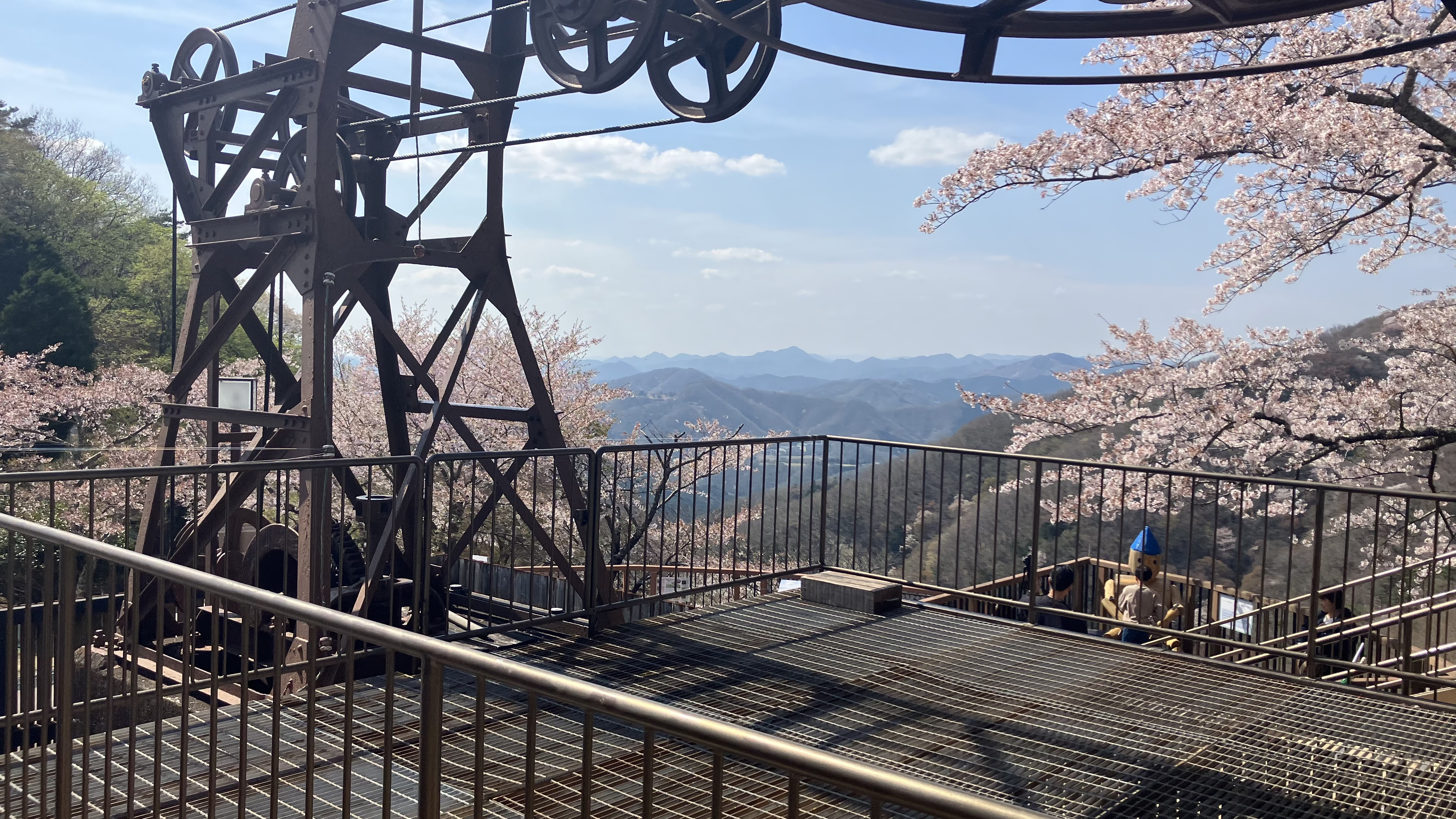
回転部の下（2023年4月）

### 構内図
| 入口 | 乗り場              | 乗り場     |
|      | →                   | 妙見山方面 |
| ↑    |                     |            |
| ←    | 当駅どまり 回転部へ |            |
| 出口 | 降り場              | 降り場     |

## 駅周辺
- 妙見の森ケーブル ケーブル山上駅（徒歩4分）
- 妙見の森
- 北極星入口駅
- 妙見の森バーベキューテラス

## 隣の駅
能勢電鉄
妙見の森リフト
ふれあい広場駅 - 妙見山駅